# Euloge Placca Fessou
Euloge Placca Fessou (Lomé, 31 december 1994) is een Togolees voetballer die bij voorkeur als aanvaller speelt.

## Spelerscarrière
In 2016 vertrok hij bij KFC Oosterzonen Oosterwijk, waar hij 22 doelpunten maakte in 50 competitiewedstrijden om bij Beerschot te tekenen. Hij werd door Beerschot verhuurd aan Lierse Kempenzonen in seizoen 2020/21 en aan Al-Tadamon (Libanon) in seizoen 2021/22.